# 54 Piscium

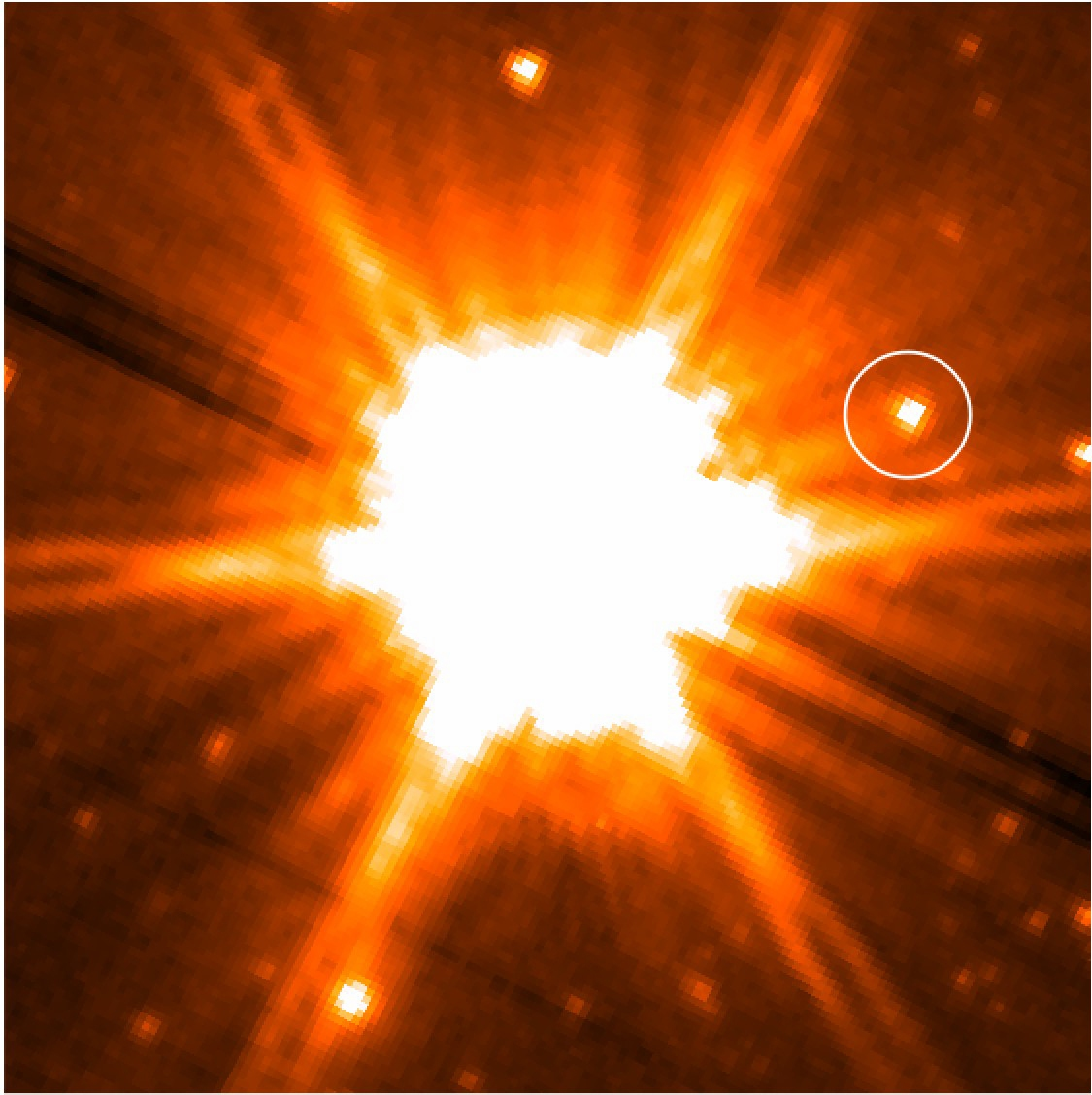
54 Piscium A e a anã marrom 54 Piscium B (circulada).

54 Piscium é uma estrela anã laranja localizada a cerca de 36 anos-luz de distância a partir da Terra na constelação de Pisces. Em 2002, foi confirmado que um planeta extrassolar estar orbitando a estrela, e, em 2006, uma anã marrom também foi descoberta orbitando ao redor da estrela primária.

## Componentes estelares

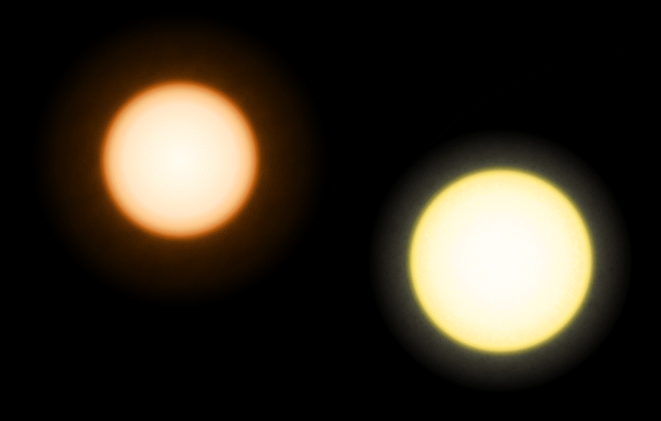
Tamanho de 54 Piscium (à esquerda) em comparação com o Sol.

A designação de Flamsteed de 54 Piscium originou-se no catálogo de estrelas do astrônomo britânico John Flamsteed, publicado pela primeira vez em 1712. Ela tem uma magnitude aparente de 5,86, o que lhe permite ser visto a olho nu sob boas condições de visualização. A estrela tem uma classificação K0V, com a classe de luminosidade V indicando que esta estrela está na sequência principal, gerando energia em seu núcleo através da fusão termonuclear do hidrogênio em hélio. A temperatura efetiva da fotosfera é de cerca de 5062 K, dando-lhe a tonalidade laranja característica de uma estrela tipo K.
Calcula-se que a estrela pode ter 76 por cento da massa do Sol e 46 por cento da sua luminosidade. O raio  foi determinado diretamente por interferometria sendo 94 por cento do raio do Sol. O período de rotação de 54 Piscium é de cerca de 40,2 dias. A idade da estrela é de cerca de 6,4 bilhões de anos, com base na atividade cromosférica e análise isócrona.
Em 2006, uma imagem direta de 54 Piscium mostrou que havia uma anã marrom companheira de 54 Piscium A. Acredita-se que 54 Piscium B é uma "anã marrom de metano" do tipo espectral "T7.5V". A luminosidade deste objeto subestelar sugere que tem uma massa de 0,051 da do Sol (50 vezes a massa de Júpiter) e 0,082 vezes o raio do Sol. Semelhante a Gliese 570 D, esta anã marrom teria uma temperatura superficial de cerca de 810 K (537 °C).
Quando 54 Piscium B foi diretamente fotografada pelo Telescópio Espacial Spitzer da NASA, foi demonstrado que a anã marrom tem uma separação projetada de cerca de 476 unidades astronômicas da estrela primária. 54 Piscium B foi a primeira anã marrom a ser detectada em torno de uma estrela com um planeta extrassolar já conhecido (com base na velocidade radial).

## Sistema planetário

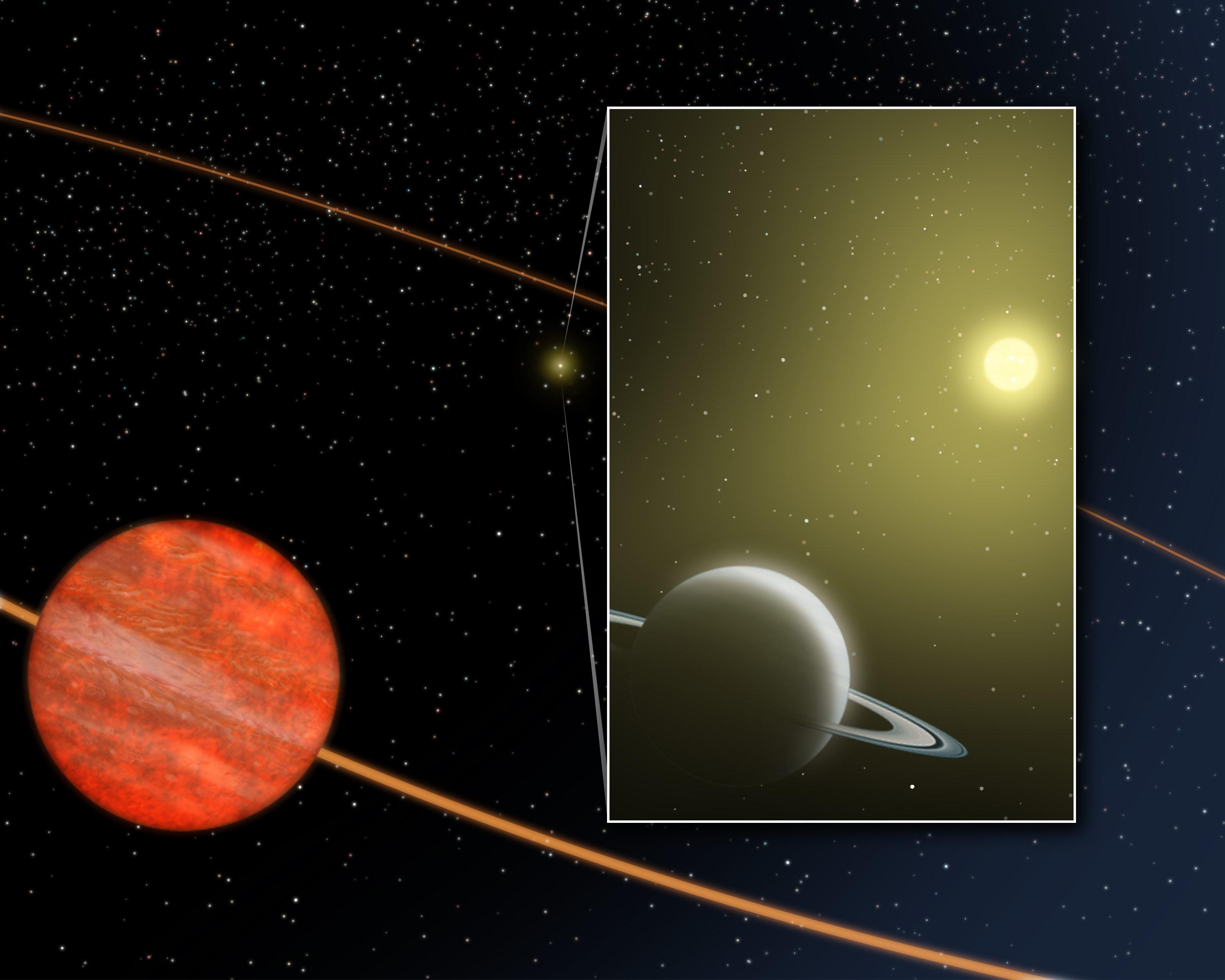
Impressão artística da anã marrom 54 Piscium B e do planeta 54 Piscium b.

A estrela gira com uma inclinação de 83+7
−56 graus em relação à Terra.
Em 16 de janeiro de 2002, uma equipe de astrônomos (liderada por Geoffrey Marcy) anunciou a descoberta de um planeta extrassolar (nomeado de 54 Piscium b) em órbita de 54 Piscium. Estima-se que o planeta tenha uma massa de apenas 20 por cento da massa de Júpiter (deixando o planeta em torno do mesmo tamanho e massa de Saturno).
O planeta orbita a sua estrela a uma distância de 0,28 unidades astronômicas (o que faria que estivesse dentro da órbita de Mercúrio), que leva cerca de 62 dias para ser completar uma órbita. O planeta tem uma alta excentricidade de cerca de 0,63. A órbita altamente elíptica, sugeriu que a gravidade de um objeto invisível mais afastado da estrela estava puxando o planeta para fora. A órbita excêntrica tornou-se clara, com a descoberta de uma anã marrom dentro do sistema.